# Tetsuo Nakanishi
Pour les articles homonymes, voir Nakanishi.
Tetsuo Nakanishi (中西 哲生, Nakanishi Tetsuo) est un footballeur japonais né le 8 septembre 1969. Il évoluait au poste de défenseur.